# Potom
Potom è una frazione del comune di Skrapar in Albania (prefettura di Berat).
Fino alla riforma amministrativa del 2015 era comune autonomo, dopo la riforma è stato accorpato, insieme agli ex-comuni di Çepan, Çorovodë, Gjerbës, Leshnjë, Bogovë, Qendër Skrapar, Vendreshë e Zhepë a costituire la municipalità di Skrapar.

## Località
Il comune è formato dall'insieme delle seguenti località:
- Potom
- Gjergjove
- Koprencke
- Gërmenji
- Visoce
- Qafa
- Helmesi
- Backe
- Melske
- Nikollare
- Dyrmish
- Staraveck